# Rouštany
Rouštany jsou osada, součást obce Pohled v okrese Havlíčkův Brod v Kraji Vysočina. Leží přibližně necelých 1,5 kilometru severozápadně od středu obce Pohled, jejíž jsou základní sídelní jednotkou. 
V roce 2011 v nich trvale bydlelo 31 obyvatel ve 12 domech. Vsí protéká Rouštanský potok (v Mapách.cz uváděný jako Rouštánský), pravostranný přítok Sázavy. 
U Rouštan se nachází křižovatka silnic I/34 a I/19. V minulosti procházela silnice I/34 přímo samotným sídlem, v roce 2018 byla však vybudována přeložka, která odvedla tranzitní dopravu mimo zastavěné území Rouštan.

## Historie a název
První zmínka o vsi pochází z roku 1278 (jako Hrushenstein), Ottův slovník naučný uvádí ves v roce 1890 („Rauštán“) jako poplužní dvůr. Kromě standardizovaného tvaru Rouštany se vyskytují i tvary Roušťany, Roušťány (viz heslo na Wikipedii Pohled), Rouštány, Rauštán, Rouštán (viz výše). Podle A. Profouse vychází název z označení „Hrušova tvrz“ (viz první doklad Hrushenstein).
V roce 1827 byla ve vsi postavena sklárna, kde jako tovaryš pracoval František Kavalír, jenž později založil známé sázavské sklárny, dodnes vyrábějící pod jménem Kavalier. V Rouštanech byla sklárna sv. Jiří (říkalo se jí též Pohledská huť) provozována do roku 1848, pracovala zde také brusírna.